# 湯沢雍彦
湯沢 雍彦（ゆざわ やすひこ、1930年8月25日 - 2023年9月8日）は、日本の社会学者。お茶の水女子大学名誉教授。専門は家族社会学。

## 来歴
昭和5年、東京都豊多摩郡淀橋町角筈１丁目１番地（現在の新宿駅東口中村屋本店と高野果物店のすぐ裏、武蔵野館の目の前）にて生まれる。
実家は新宿の炭問屋一号店を営み、昭和に入ってからは、同地に貸店舗、貸アパート、自営の喫茶店『喫茶エルテル』を開ける。
母のいとこは、新宿炭問屋紀伊國屋（現在の紀伊國屋書店）を創業した田辺茂一。
昭和11年には、住まいを渋谷区千駄ヶ谷へ移す。
東京都立大学 (1949-2011)人文学部社会学専攻・同法学専攻卒業。1957年東京家庭裁判所調査官就任、1967年お茶の水女子大学助教授、1975年お茶の水女子大学教授就任、1996年定年退官、同大名誉教授、その後は、郡山女子大学教授、東洋英和女学院大学教授を歴任。養子と里親を考える会理事、地域社会研究所理事。
昭和36年に結婚、2人の娘がいる。
平成元年より3年間お茶の水女子大学附属校等学校長を兼任。
また、東京大学文学部、慶應義塾大学経済学部などの非常勤講師を歴任。
NHKテレビにて『市民大学・家族と社会』の講師を25回勤める。
2023年9月8日、死去。93歳没。

## 人物
幼少期は武蔵野館の目の前に住んでいたため、よく映画を観に行っていた。
野球好きで阪神タイガースファン。阪神が勝つとお祝いに家族に寿司やケーキを振る舞うことがあった。
神宮球場の近くに住んでいたため、試合がある日はよく脚を運んでいた。
趣味は旅行や登山に行き写真を撮ること。写真集を出したり、写真展を行ったりしていた。

## 著書
- 家庭事件の法社会学 岩波書店 1968
- 家族関係学 お茶の水女子大学家政学講座 光生館 1969
- 図説家族問題 日本放送出版協会 1973 (NHKブックス)
- 新しい家族学 光生館 1987.1
- 図説現代日本の家族問題 日本放送出版協会 1987.7 (NHKブックス)
- 離婚と家族機能 家族問題の社会学 安田生命社会事業団 1988.6 (精神衛生専門講座)
- 結婚と夫婦をめぐる諸問題 家族問題の社会学・2 安田生命社会事業団 1989.6 (精神保健専門講座)
- 親子関係の日本的特性 家族問題の社会学・3 安田生命社会事業団 1990.7 (精神衛生専門講座)
- 老人と子ども家族との関係 家族問題の社会学・4 安田生命社会事業団 1991.6 (精神保健専門講座)
- 家族問題の法律学 安田生命社会事業団 1993.6 (精神保健専門講座)
- 小さな家族論 クレス出版 1994.1
- 図説家族問題の現在 日本放送出版協会 1995.11 (NHKブックス)
- データで読む家族問題 日本放送出版協会 2003.3 (NHKブックス)
- 明治の結婚明治の離婚 家庭内ジェンダーの原点 2005.12 (角川選書)
- 街角の家族たち 湯沢雍彦写真集 朝日新聞書籍編集部 (製作) 2007.3
- 大正期の家族問題 自由と抑圧に生きた人びと ミネルヴァ書房 2010.5
- 昭和前期の家族問題 一九二六～四五年、格差・病・戦争と闘った人びと ミネルヴァ書房 2011.6
- 昭和後期の家族問題 一九四五～八八年、混乱・新生・動揺のなかで ミネルヴァ書房 2012.9

## 共編著
- 老人扶養の研究 老人家族の社会学 那須宗一共編 垣内出版 1970
- 家庭経営実験調査法　家政学実験シリーズ 産業図書 1971
- 不老学のすすめ 新しい老年期を生きる 新福尚武，青木茂共編　1973 (有斐閣選書)
- 老年期 豊かな人生の発見 加藤正明，清水信共編 1977.3 (有斐閣選書)
- 老年学入門 1978.4 (有斐閣双書)
- 世界の老人の生き方 1980.9 (有斐閣新書)
- 家族問題の社会学 サイエンス社 1981.10 (ライブラリ社会学)
- 家族と社会 岡堂哲雄共著 NHKサービスセンター 1982.10 (NHK市民大学)
- 現代の性差と性役割 性別と家族の社会学 阪井敏郎共編 培風館 1982.11
- いま「家族」に悩むあなたへ 過去と未来の家族論 森まゆみ共著 コンパニオン出版 1985.8
- 老人と家族の暮らしの相談室 三世代家族必携の生活ガイドQ&A. part 2 家族と老後の法律・福祉・生計 同文書院 1988.9
- お年寄りといっしょに暮らす生活ガイド 柴田博共編著 同文書院 1990.2
- 祖母・母たちの娘時代 庶民生活史の一つの試み クレス出版 1999.8
- 少子化をのりこえたデンマーク 2001.12 (朝日選書)
- 里親制度の国際比較 ミネルヴァ書房 2004.5 (Minerva社会福祉叢書)
- 里親入門 制度・支援の正しい理解と発展のために ミネルヴァ書房 2005.6
- 百年前の家庭生活 中原順子，奥田都子，佐藤裕紀子共著 クレス出版 2006.8
- 要保護児童養子斡旋の国際比較 日本加除出版 2007.9
- 大正期の家庭生活 クレス出版 2008.8
- データで読む家族問題 宮本みち子共著 新版 日本放送出版協会 2008.11 (NHKブックス)

## 翻訳
- ソ連の社会福祉 バーニス・Q.マジソン 光信隆夫共訳 光生館 1974 (海外社会福祉選書)

## 参考
- 著書[要文献特定詳細情報]の紹介文[要出典]